# Beöthy László (színigazgató)
Szlováni Beöthy László (Budapest, 1873. április 13. – Budapest, Erzsébetváros, 1931. május 7.) színigazgató, újságíró.

## Családja
Beöthy Zsigmond költő unokája, Beöthy Zsolt irodalomtörténész és Rákosi Szidi színésznő fia. ifjabb Beöthy Zsigmond színész bátyja.
Első felesége Soldos Sárika, Blaha Lujza leánya (ebből a házasságból született Zoltán fia, akit a szülők válása után nagyanyja, Rákosi Szidi nevelt fel). Második feleségével, Szvirák (Szwierák) Gizella Magdolnával 1900. augusztus 14-én kötött házasságot a 8. kerületben, s tőle született 1903. január 3-án a Szidónia néven anyakönyvezett, később Beöthy Lídia néven rádióbemondóvá, színésznővé vált leánya.

## Életpályája
1891-ben újságíróként kezdte pályáját nagybátyja, Rákosi Jenő lapjánál, a Budapesti Hírlapnál. 1898-ban az  operettszínházként működő Magyar Színház igazgatója lett. 1900-tól 1902-ig a Nemzeti Színház igazgatója volt. Elsőként ő adta elő Gárdonyi Géza és Bródy Sándor színműveit. 1903-ban megalapította a Király Színházat. Itt mutatta be  Kacsóh Pongrác János vitéz című daljátékát, amely 689 előadást ért meg. 1907-től újra átvette a Magyar Színház, majd 1916-ban a Népopera igazgatását is. Amikor Kohner Adolf báró  1918-ban megalapította az első magyar színházi trösztöt, az UNIO Színházi és Színházüzemi Rt.-t, az Rt. elnöke Beöthy László lett. Az UNIO a Király Színházon és a Magyar Színházon kívül magában foglalta az Andrássy úti Színházat, a Belvárosi Színházat és a Blaha Lujza Színházat is. 1924-ben az Uniónak főrészvényese és vezérigazgatója lett, ám az inflációs időkben a túlméretezett vállalkozás hamarosan tönkrement. Beöthy lemondott, majd 1925 tavaszán a tröszt csődbe ment és felbomlott. Ezután, 1926 és 1928 között a Belvárosi Színházat igazgatta. Számos lapban jelentek meg versei, cikkei, novellái. Halálát agyvérzés okozta.

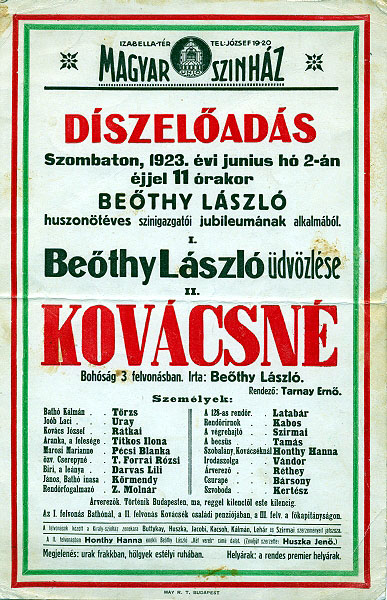
Ötvenéves jubileumán, 1923-ban az ő darabját mutatta be a Magyar Színház

## Főbb művei
- Két lány, egy legény (regény, Bp., 1895)
- A három Kázmér (bemutatta a Népszínház, 1896)
- Aranylakodalom (Rákosi Viktorral, bemutatta Magyar Színház, 1898)
- Kovácsné (bemutatta a Vígszínház, 1903)
- Béni bácsi (bemutatta a Vígszínház, 1903)

## Jegyzetek

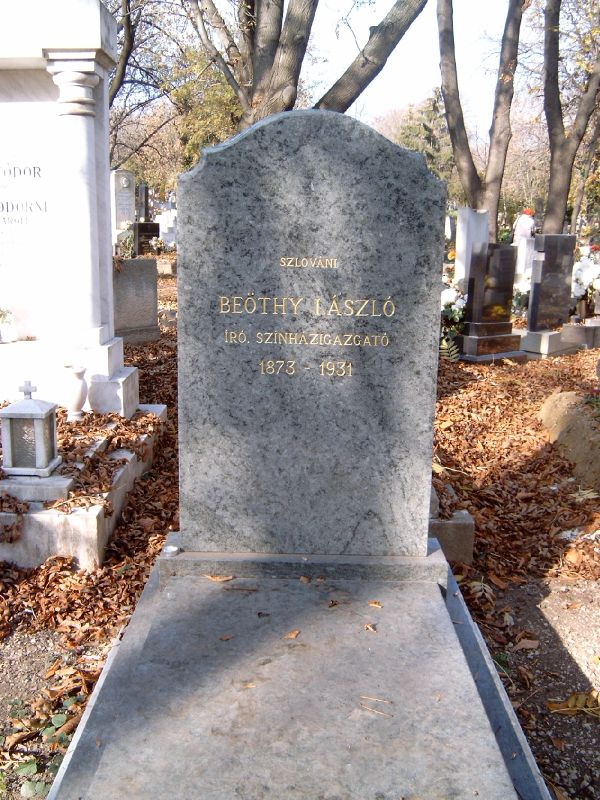
Beöthy László (színigazgató) sírja Budapesten. Farkasréti temető: 33/1-1-29